# جسیکا سیلوستر
جسیکا سیلوستر (به انگلیسی: Jessica Sylvester) (زادهٔ ۹ ژوئیهٔ ۱۹۸۷) شناگر اهل بریتانیا است.